# Funaria berteroana
Funaria berteroana är en bladmossart som beskrevs av Georg Ernst Ludwig Hampe och C. Müller 1862. Funaria berteroana ingår i släktet spåmossor, och familjen Funariaceae. Inga underarter finns listade i Catalogue of Life.